# Трњаци (Брчко)
Трњаци су насељено мјесто у Босни и Херцеговини у Брчко дистрикту. Према попису становништва из 1991. у насељу је живјело 313 становника.

## Споменик
Споменик који су подигли становници насеља је посвећен четворици погинулих бораца Војске Републике Српске, три цивилне жртве и за 22 становника који су страдали у Другом свјетском рату.

## Становништво
| Националност       | 1991. | 1981. | 1971. | 1961. |
| Срби               | 311   |       |       |       |
| Југословени        | 2     |       |       |       |
| остали и непознато |       |       |       |       |
| Укупно             | 313   | '     | '     | '     |

| Демографија | Демографија | Демографија |
| Година      | Становника  | Становника  |
| ----------- | ----------- | ----------- |
| 1961.       | 341         |             |
| 1971.       | 326         |             |
| 1981.       | 303         |             |
| 1991.       | 313         |             |